# Proteína

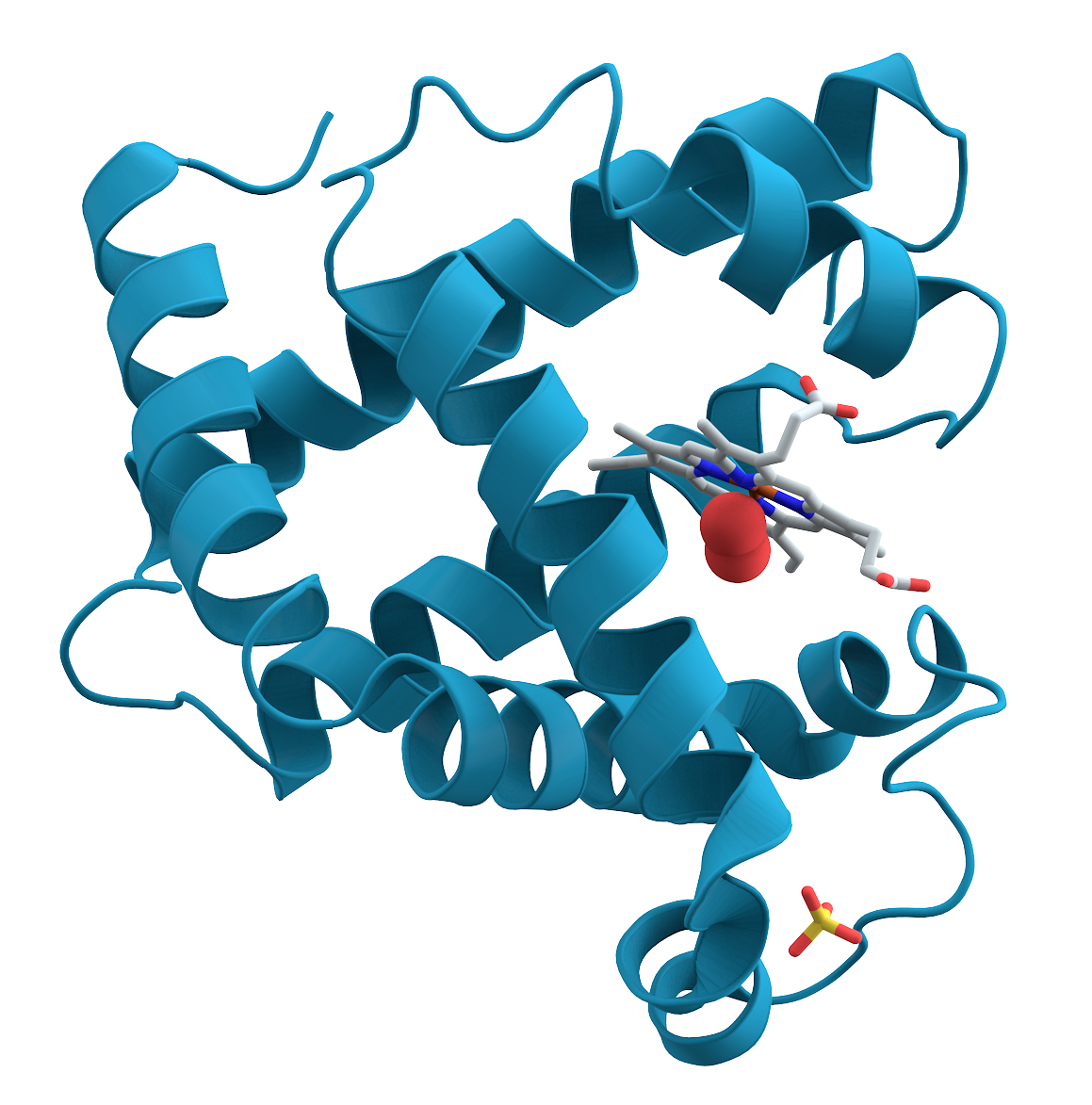
Representación de la estructura tridimensional digitalizada de la mioglobina. La figura corresponde a la transición conformacional entre las formas oxigenada Y desoxigenada.

Las proteínas (del griego antiguo: πρωτεῖος [prōteîos] ‘fundamental, principal’) o prótidos son macromoléculas formadas por cadenas lineales de aminoácidos. La secuencia de cada una de estas biomoléculas complejas está determinada por la secuencia de nucleótidos de su gen correspondiente (llamados genes estructurales). La información genética y el cómo esta se expresa durante el proceso de desarrollo, crecimiento o diferenciación celular, determina qué proteínas tiene una célula, un tejido y un organismo.
La síntesis de las proteínas se presenta a través de la traducción ribosomal, es decir, que está a cargo de los ribosomas y guiada por la información de una molécula de ARNm que actúa como molde.
Muchas proteínas están compuestas por una sola cadena polipeptídica, por lo que se las llama proteínas monoméricas. Por otro lado, las proteínas «oligoméricas» presentan más de una cadena, que puede ser una copia adicional de ella o una cadena diferente, y a cada cadena polipeptídica se la llama subunidad. Las proteínas oligoméricas presentan estructura cuaternaria. La mioglobina es un ejemplo de proteína monomérica y la hemoglobina, de proteína oligomérica. 
Las proteínas pueden presentar adicionalmente una molécula orgánica o bien uno o más iones para ser completamente funcionales, como es el caso de la mayoría de las enzimas. Los grupos prostéticos son estos componentes orgánicos no proteicos que están unidos fuertemente a la proteína y que hacen posibles sus funciones. Por otro lado, los iones unidos a las proteínas son cofactores. 
Son biomoléculas muy diversas y son esenciales para la vida. La mayoría de las proteínas desempeñan más de una función (ver más adelante).
Son polímeros constituidas por tres unidades estructurales llamados aminoácidos. Las proteínas son necesarias para la vida, sobre todo por su función plástica (constituyen el 80 % del protoplasma deshidratado de toda célula), pero también por sus funciones biorreguladoras (forman parte de las enzimas) y de defensa (los anticuerpos son proteínas). Por este motivo el crecimiento, la reparación y el mantenimiento del organismo dependen de ellas. Representan alrededor del 50 % del peso seco de los tejidos.
Se clasifican de acuerdo con diversos criterios: localización, función, composición o elementos estructurales. A la fecha no existe un sistema único de clasificación.
La localización espacial y temporal de las proteínas depende de la regulación de la expresión genética. Por lo tanto, son susceptibles a señales o factores externos. El conjunto de las proteínas expresadas en una circunstancia determinada es denominado proteoma
Muchos organismos presentan otras biomoléculas formadas por aminoácidos, pero cuya biosíntesis no depende del ribosoma; tal es el caso de algunos péptidos antimicrobianos de síntesis no ribosomal, los péptidos que entrelazan a los polisacáridos en la peptidoglicana (pared celular bacteriana) y las toxinas de diversos organismos, como las microcistinas.
Las moléculas proteicas abarcan una diversidad extraordinaria : presentes en enzimas, hormonas, proteínas de almacenamiento como los huevos de las aves y las de las semillas, proteínas de transporte como la hemoglobina, proteínas de contráctiles como las de los músculos, inmunoglobulinas (anticuerpos), proteínas de membranas y muchos otros tipos de proteínas estructurales. En relación con sus funciones, la diversidad es abrumadora; pero, en cuanto a su estructura, todas siguen un mismo plan general muy sencillo porque todas son polímeros de aminoácidos dispuestos en secuencias lineales.

## Bioquímica
Los prótidos o proteínas son biopolímeros formados por un gran número de unidades estructurales simples denominadas aminoácidos, unidas por enlaces peptídicos. La formación de cada enlace peptídico ocurre por una reacción de condensación, entre el grupo carboxilo (-COOH) y el grupo amino (-NH2) de aminoácido subsecuentes, acompañado de la liberación de una molécula de agua, motivo por el cual se habla de residuos de aminoácidos.
Los aminoácidos que se incorporan durante la traducción son los estereoisómeros L-α-aminoácidos. La mayoría de organismos estudiados tiene proteínas formadas por combinaciones de 20 aminoácidos, que están especificados en el código genético estándar. También se pueden encontrar en varias proteínas distintos aminoácidos modificados, como la 4-hidroxiprolina, 5-hidroxilisina, 6-N-metil-lisina, desmosina, γ-carboxiglutamato y la desmosina. Muchos otros organismos presentan codones modificados para la incorporación de selenocisteína o de pirrolisina.  
Debido a su gran tamaño, cuando estas moléculas se dispersan en un disolvente adecuado, forman siempre dispersiones coloidales, con características que las diferencian de las disoluciones de moléculas más pequeñas. Muchas proteínas presentan carga neta en ciertos rangos de pH del medio. Por ello pueden considerarse ionómeros.
Por hidrólisis, las moléculas de proteína se dividen en numerosos compuestos relativamente simples, de masa molecular pequeña, que son las unidades fundamentales constituyentes de la macromolécula. Estas unidades son los aminoácidos, de los cuales existen veinte especies diferentes y que se unen entre sí mediante enlaces peptídicos. Desde decenas a miles aminoácidos pueden participar en la formación de la gran molécula polimérica de una proteína.
Todas las proteínas tienen carbono, hidrógeno, oxígeno y nitrógeno, y casi todas poseen también azufre. Si bien hay ligeras variaciones en diferentes proteínas, el contenido de nitrógeno representa, por término medio, 16 % de la masa total de la molécula; es decir, cada 6,25 g de proteína contienen 1 g de N. El factor 6,25 se utiliza para estimar la cantidad de proteína existente en una muestra a partir de la medición de N de la misma.
La síntesis proteica es un proceso complejo cumplido por las células según las directrices de la información suministrada por los genes. La secuencia de aminoácidos en una proteína está codificada en su gen (una porción de ADN) mediante el código genético. Los residuos en una proteína sufren a veces modificaciones químicas por modificación postraduccional. Dichas modificaciones ocurren antes de que la proteína sea funcional en la célula o como parte de mecanismos de control. Las proteínas también pueden trabajar juntas para cumplir una función particular, a menudo asociándose para formar complejos proteicos estables. Las proteínas se ensamblan de diversas formas, lo que les permite participar como los principales componentes estructurales de las células y los tejidos. 
Por sus propiedades fisicoquímicas, las proteínas se pueden clasificar en proteínas simples (holoproteidos), formadas solo por aminoácidos o sus derivados; o proteínas conjugadas (heteroproteidos), formadas por aminoácidos acompañados de sustancias diversas, y proteínas derivadas, sustancias formadas por desnaturalización y desdoblamiento de las anteriores.

## Síntesis

### Biosíntesis
Las proteínas se ensamblan a partir de sus aminoácidos utilizando la información codificada en los genes. Cada proteína tiene su propia secuencia de aminoácidos que está especificada por la secuencia de nucleótidos del gen que la codifica. El código genético está formado por un conjunto de tri-nucleótidos denominados codones. Cada codón (combinación de tres nucleótidos) designa un aminoácido, por ejemplo AUG (adenina-uracilo-guanina) es el código para la metionina. Como el ADN contiene cuatro nucleótidos distintos, el número total de codones posibles es 64; por lo tanto, existe cierta redundancia en el código genético, estando algunos aminoácidos codificados por más de un codón. Los genes codificados en el ADN se transcriben primero en ARN pre-mensajero mediante proteínas como la ARN polimerasa. La mayor parte de los organismos procesan entonces este pre-ARNm (también conocido como tránscrito primario) utilizando varias formas de modificación post-transcripcional para formar ARNm maduros, que se utilizan como molde para la síntesis de proteínas en el ribosoma. En los procariotas el ARNm puede utilizarse tan pronto como se produce, o puede unirse al ribosoma después de haberse alejado del nucleoide. Por el contrario, los eucariotas sintetizan el ARNm en el núcleo celular y lo translocan a través de la envoltura nuclear hasta el citoplasma donde se realiza la síntesis proteica. La tasa de síntesis proteica es mayor en procariotas que en eucariotas y puede alcanzar los 20 aminoácidos por segundo.
El proceso de sintetizar una proteína a partir de un molde de ARNm se denomina traducción. El ARNm se carga en el ribosoma y se lee, tres nucleótidos cada vez, emparejando cada codón con su anticodón complementario localizado en una molécula de ARN de transferencia que lleva el aminoácido correspondiente al codón que reconoce. La enzima aminoacil ARNt sintetasa "carga" las moléculas de ARN de transferencia (ARNt) con los aminoácidos correctos. El polipéptido creciente se denomina cadena naciente. Las proteínas se biosintetizan siempre del extremo N-terminal al extremo C-terminal.
De esta forma, se consigue la estructura primaria de la proteína, es decir, su secuencia de aminoácidos. Ahora ésta debe plegarse de la forma adecuada para llegar a su estructura nativa, la que desempeña la función. Anfinsen en sus trabajos con la ribonucleasa A, postuló su hipótesis que dice que toda la información necesaria para el plegamiento se encuentra contenida enteramente en la estructura primaria. Esto dio pie a que en 1969 Levinthal sugiriese la existencia de una paradoja a la que se conoce como la paradoja de Levinthal: si una proteína se pliega explorando al azar todas las conformaciones posibles necesitaría un tiempo mayor que la edad del propio Universo. Dado que las proteínas se pliegan en un tiempo razonable y de forma espóntanea, se ha resuelto esta paradoja indicando que las proteínas no prueban todas las conformaciones posibles, sino que eligen una vía de plegamiento específica con un número de pasos finitos, es decir, se reduce el hiperespacio potencial de plegamiento. También cabe mencionar la existencia de chaperonas moleculares, proteínas que ayudan a otras a plegarse con gasto energético (ATP).
El tamaño de la proteína sintetizada puede medirse por el número de aminoácidos que contiene y por su masa molecular total, que normalmente se expresa en daltons (Da) (sinónimo de unidad de masa atómica), o su unidad derivada kilodalton (kDa). Por ejemplo, las proteínas de la levadura tienen en promedio 466 aminoácidos y una masa de 53 kDa. Las proteínas más largas que se conocen son las titinas, un componente del sarcómero muscular, con una masa molecular de casi 3000 kDa y una longitud total de casi 27 000 aminoácidos.

### Síntesis química
Mediante una familia de métodos denominados de síntesis peptídica es posible sintentizar químicamente proteínas pequeñas. Estos métodos dependen de técnicas de síntesis orgánica como la ligación para producir péptidos en gran cantidad. La síntesis química permite introducir aminoácidos no naturales en la cadena polipeptídica, como por ejemplo aminoácidos con sondas fluorescentes ligadas a sus cadenas laterales. Estos métodos son útiles en laboratorios de bioquímica y biología celular, pero no tanto para aplicaciones comerciales. La síntesis química es ineficiente para polipéptidos de más de 300 aminoácidos, y las proteínas sintetizadas puede que no adopten fácilmente su estructura tridimensional nativa. La mayor parte de los métodos de síntesis química proceden del extremo C-terminal al extremo N-terminal, en dirección contraria por tanto a la reacción biológica.

### Degradación de las proteínas
Al igual que la síntesis de las proteínas, su degradación es un proceso complejo y regulado con cuidado. la conjugación de las proteínas con el polipéptido de 74 aminoácidos ubiquitina las marca para su degradación. Este polipéptido se ha conservado mucho a lo largo de la evolución y está presente en especies que van de desde las bacterias hasta los seres humanos. Se ha sostenido que es esencial un grupo NH2- libre terminal para unirse a la ubiquitina, pero la conformación causante del proceso es, en la actualidad, un tema de debate y de activa investigación.

## Proteoma
El Proteoma son todas las proteínas expresadas por un genoma, célula o tejido.

## Funciones
Todas las proteínas realizan elementales funciones para la vida celular, pero hay proteínas que tienen más de una actividad. Entre las distintas funciones se conocen las siguientes:
Catálisis: Las enzimas proteicas que se encargan de realizar reacciones químicas de una manera más rápida y eficiente. Procesos que resultan de suma importancia para el organismo. Por ejemplo la pepsina, esta enzima se encuentra en el sistema digestivo y se encarga de degradar los alimentos.
Reguladoras: Las hormonas proteicas ayudan a mantener la homeostasis en el cuerpo. Tal es el caso de la insulina que se encarga de regular la glucosa que se encuentra en la sangre.
Estructural: Muchas proteínas determinan la forma o el soporte en las células y los tejidos, ya que forman cables o rieles para dirigir el movimiento y se forman por el ensamble de subunidades. Este es el caso de la tubulina que se encuentra en el citoesqueleto. También otras proteínas tienen la función de dar resistencia y elasticidad que permite formar tejidos así como la de dar soporte a otras estructuras. Por ejemplo, la colágena es el principal componente de la matriz extracelular del tejido conectivo.
Defensiva: Son las encargadas de defender el organismo. Las inmunoglobulinas son glicoproteínas que defienden al organismo contra cuerpos extraños. Otros ejemplos son la queratina que protege la piel, así como el fibrinógeno y protrombina que forman coágulos.
Transporte: La función de estas proteínas es llevar sustancias a través del organismo a donde sean requeridas. Por ejemplo, la hemoglobina lleva el oxígeno por medio de la sangre. Otras proteínas permiten o impulsan el paso solutos a través de las membranas celulares. En esta segunda categoría se encuentran los translocadores, permeasas, canales iónicos y poros membranales.
Receptoras: Este tipo de proteínas se encuentran en la membrana celular y llevan a cabo la función de recibir señales para que la célula pueda realizar su función, como el receptor de acetilcolina que recibe señales para producir la contracción muscular.
Proteínas motoras. Estas proteínas actúan como motores de escala nanométrica que mueven a otros componentes celulares. Por ejemplo, en las fibras musculares la actina compone a los microfilamentos de las células y la miosina activa el movimiento durante la contracción muscular.
Funciones de reserva y almacenamiento. Son materia prima como fuente de carbono y de energía química en diferentes organismos. Ejemplos: la ovoalbúmina en el huevo, o la caseína de la leche. La ferritina forma una estructura hueca donde se almacena hierro.
Prácticamente todos los procesos biológicos dependen de la presencia o la actividad de este tipo de moléculas. Muchas proteínas que se encuentran en el citoplasma colaboran además en el mantenimiento del pH, ya que actúan como un tampón químico.

## Estructura

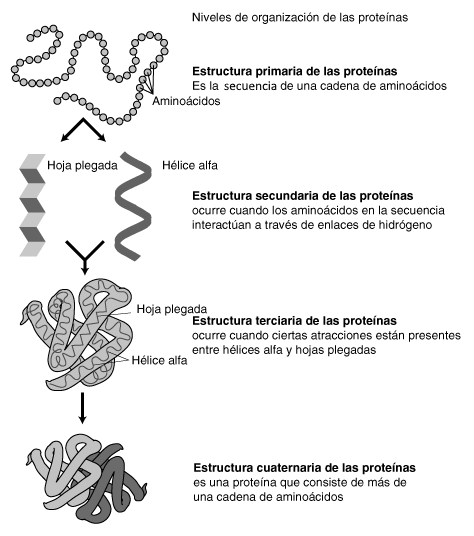

Es la manera como se organiza una proteína para adquirir cierta forma, presentan una disposición característica en condiciones fisiológicas, pero si se cambian estas condiciones como temperatura o pH pierde la conformación y su función, proceso denominado desnaturalización. La función depende de la conformación y ésta viene determinada por la secuencia de aminoácidos en un medio determinado. Una hipótesis propone que solamente una conformación es funcional termodinámicamente.
Y es esa manera de organización que tiene cada proteína la que definirá sus propiedades biológicas tales como las inmunológicas, enzimáticas u hormonales. Si ocurre una modificación o pérdida de esa confomación "nativa" se sucederán cambios en su entorno y por lo tanto cambios en sus propiedades.
Para el estudio de la estructura es frecuente considerar una división en cuatro niveles de organización, aunque el cuarto no siempre está presente.

### Niveles estructurales
Para describir una proteína:
- Estructura primaria, es la secuencia de aminoácidos de una cadena polipeptídica.
- Estructura secundaria, son patrones locales de plegamiento que presentan ciertas secuencias de la proteína.
- Estructura terciaria, es la conformación plegada tridimensional de una cadena polipeptídica.
- Estructura cuaternaria, es la organización de una proteína oligomérica o ensamble de proteínas.

Las proteínas adquieren su estructura instantáneamente, no pasan por cada una de las estructuras.
En la forma tridimensional de una proteína globular, podemos identificar los siguientes elementos de la estructura secundaria de las proteínas:

#### Giros
Están compuestos por tres o cuatro aminoácidos, son giros se encuentran en la superficie de una proteína, formando curvas cerradas que redirigen el esqueleto del polipéptido de vuelta hacia el interior, glicina y prolina son comúnmente presentes en los giros, son estructuras definidas.

#### Bucles
Pueden presentar diferentes formas, estos son partes del esqueleto polipeptídico, son curvas más largas que los giros.

#### Motivos
Son combinaciones particulares de estructura secundaria, se acumulan en la estructura terciaria de una proteína. En algunos casos, los motivos son para una función específica asociada, los tres principales motivos son:
- Hélice-giro-hélice: caracteriza a la familia de factores transcripcionales.
- Dedo de cinc: encontrado en proteínas que enlazan ARN o ADN.
- Hélice superenrollada: presente en proteínas fibrosas.

#### Dominios
Son parte de la estructura terciaria de las proteínas, es una región compacta plegada del polipéptido, que no dependen de otras partes de la proteína para mantener su estabilidad. Pueden ser diferentes combinaciones de motivos, por ejemplo, la membrana viral presenta dos tipos de dominios, un dominio globular y un dominio fibroso.

## Propiedades de las proteínas
Cinco son las propiedades principales que permiten la existencia y aseguran la función de las proteínas:
- Amortiguador de pH (conocido como efecto tampón): Actúan como amortiguadores de pH debido a su carácter anfótero, es decir, pueden comportarse como ácidos (donando electrones) o como bases (aceptando electrones).
- Capacidad electrolítica: Se determina a través de la electroforesis, técnica analítica en la cual si las proteínas se trasladan al polo positivo es porque su molécula tiene carga negativa y viceversa.
- Especificidad: Cada proteína tiene una función específica que está determinada por su estructura primaria.
- Estabilidad: La proteína debe ser estable en el medio donde desempeñe su función. Para ello, la mayoría de proteínas acuosas crean un núcleo hidrofóbico empaquetado. Está relacionado con su vida media y el recambio proteico.
- Solubilidad: Es necesario solvatar la proteína, lo cual se consigue exponiendo residuos de similar grado de polaridad al medio en la superficie proteica. Se mantiene siempre y cuando los enlaces fuertes y débiles estén presentes. Si se aumenta la temperatura y el pH se pierde la solubilidad.

Estas propiedades son el resultado de tres actividades principales que presentan distintas proteínas:
1. se unen a otras biomoléculas, incluyendo otras proteínas
2. catalizan reacciones químicas
3. se pliegan para formar un canal o un poro.

## Desnaturalización
El cumplimiento de su función por parte de una proteína depende del mantenimiento de una conformación adecuada, lo cual, a su vez, exige que sus estructuras (primaria, secundaria, terciaria y cuaternaria) no sufran alteraciones. La desorganización en la estructura molecular lleva a la pérdida de las propiedades y funciones naturales de la proteína. Por eso se llama a este proceso desnaturalización.
Cuando las proteínas pierden su función y estructura por cambios repentinos y drásticos en las condiciones del medio, se dice que se desnaturalizaron. Las enzimas pierden sus propiedades catalíticas, ya sea por la pérdida de la estructura en el sitio activo o de la coenzima. Esta variación de la conformación se denomina desnaturalización. La desnaturalización no afecta a los enlaces peptídicos: al volver a las condiciones normales, puede darse el caso de que la proteína recupere la conformación primitiva, lo que se denomina renaturalización.

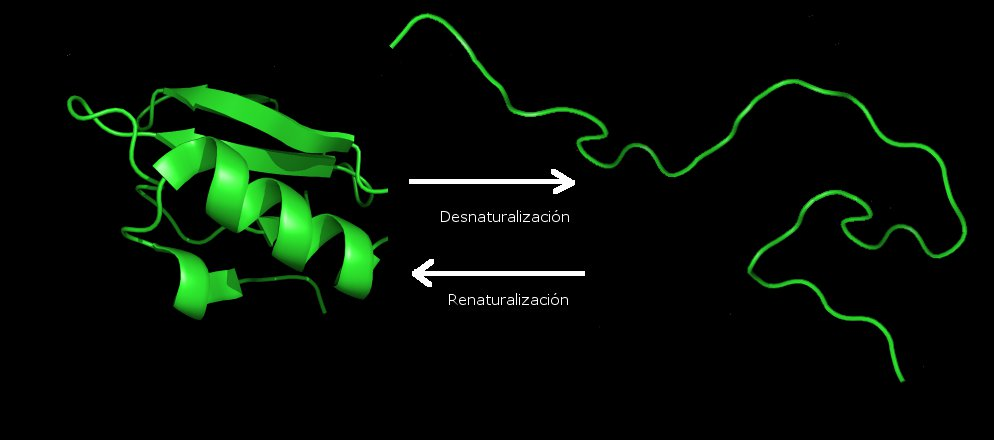
Desnaturalización de una proteína.

Los cambios que provocan la desnaturalización pueden ser variaciones bruscas de temperatura, pH, fuerza iónica, presión osmótica o presión hidrostática o la adición de solventes orgánicos (por ej. acetona, hexanos, tolueno). A estos factores que provocan la desnaturalización se les llama agentes desnaturalizantes.
En las proteínas globulares se asume que la conformación nativa de una proteína es la estructura funcional, la cual consiste en una forma compacta, con los residuos hidrofóbicos localizados en el interior de su estructura y con los residuos polares o cargados expuestos en la superficie de la proteína. Pero la conformación desnaturalizada es aquella en la que están expuestos estos residuos hidrofóbicos. Ambas conformaciones, nativa y desnaturalizada, corresponden a estructuras de mínima energía, ya que las interacciones entre las distintas partes de la proteína y el solvente se encuentran estabilizadas. En muchas ocasiones, las proteínas desnaturalizadas forman agregados inespecíficos y se precipitan. De este modo, la capa de moléculas de agua no recubre completamente a las moléculas proteicas, las cuales tienden a unirse entre sí dando lugar a grandes partículas que precipitan.
Los agentes desnaturalizantes mencionados arriba, desestabilizan a las proteínas y provocan que pierdan su plegamiento, o lo que es lo mismo, vuelven al estado desnaturalizado más favorable en comparación con el estado plegado compacto. Los distintos destaturalizantes actúan por mecanismos diferentes, pero es probable que muchos (como los disolventes orgánicos, sales, ácidos y bases) actúen por medio de uniones favorables con la columna vertebral de enlaces peptídicos. De esta manera estabilizan a la forma desnaturalizada, ya que presenta un mayor número de estos enlaces. Algunos de estos agentes desnaturalizantes provocan el rompimiento de enlaces covalentes cuando están en concentraciones muy elevadas (por ej., hidrólisis ácida de los enlaces peptídicos), y en estas circunstancias es imposible la recuperación de la conformación nativa.
Bajo condiciones controladas, se puede provocar la desnaturalización suave o lenta de las proteínas y después aplicar un método inverso para la renaturalización de las proteínas de la muestra. Esto solamente es posible con algunas proteínas, como la ribonucleasa A (RNasa A, ver experimento de Anfinsen).
Ejemplos de desnaturalización son la leche cortada como consecuencia de la desnaturalización de la caseína, la precipitación de la clara de huevo al desnaturalizarse la ovoalbúmina por efecto del calor o la fijación de un peinado del cabello por efecto de calor sobre las queratinas del pelo.

## Determinación de la estabilidad proteínica
La determinación de la estabilidad proteínica puede realizarse con diversas técnicas. La única de ellas que mide directamente los parámetros energéticos es la calorimetría (normalmente en la modalidad de calorimetría diferencial de barrido). En ésta se mide la cantidad de calor que absorbe una disolución de proteína cuando es calentada, de modo que al aumentar la temperatura se produce una transición entre el estado nativo y el estado desnaturalizado que lleva asociada la absorción de una gran cantidad de calor.
El resto de técnicas miden propiedades de las proteínas que son distintas en el estado nativo y en el estado desplegado. Entre ellas se pueden citar la fluorescencia de triptófanos y tirosinas, el dicroísmo circular, radio hidrodinámico, espectroscopia infrarroja y la resonancia magnética nuclear. Una vez hemos elegido la propiedad que vamos a medir para seguir la desnaturalización de la proteína, podemos distinguir dos modalidades: Aquellas que usan como agente desnaturalizante el incremento de temperatura y aquellas que hacen uso de agentes químicos (como urea, cloruro de guanidinio, tiocianato de guanidinio, alcoholes, etc.). Estas últimas relacionan la concentración del agente utilizado con la energía necesaria para la desnaturalización. Una de las técnicas que han emergido en el estudio de las proteínas es la microscopía de fuerza atómica, esta técnica es cualitativamente distinta de las demás, puesto que no trabaja con sistemas macroscópicos, sino con moléculas individuales. Mide la estabilidad de la proteína a través del trabajo necesario para desnaturalizarla cuando se aplica una fuerza por un extremo mientras se mantiene el otro extremo fijo a una superficie.
La importancia del estudio de la estabilidad proteica está en sus implicaciones biomédicas y biotecnológicas. Así, enfermedades como el Alzheimer o el Parkinson están relacionadas con la formación de amiloides (polímeros de proteínas desnaturalizadas). El tratamiento eficaz de estas enfermedades podría encontrarse en el desarrollo de fármacos que desestabilizaran las formas amiloidogénicas o bien que estabilizaran las formas nativas. Por otro lado, cada vez más proteínas van siendo utilizadas como fármacos. Resulta obvio que los fármacos deben presentar una estabilidad que les dé un alto tiempo de vida cuando están almacenados y un tiempo de vida limitado cuando están realizando su acción en el cuerpo humano.
Su uso en las aplicaciones biotecnológicas se dificulta debido a que pese a su extrema eficacia catalítica presentan una baja estabilidad, ya que muchas proteínas de potencial interés apenas mantienen su configuración nativa y funcional por unas horas.

## Clasificación
Se pueden aplicar distintos criterios para clasificar a las proteínas y no existe un sistema universal de clasificación. Se ofrecen los que se citan con más frecuencia.

### Según su forma
- Fibrosas: presentan cadenas polipeptídicas largas y una estructura secundaria en la cual predomina un tipo de estructura secundaria: hélice alfa u hoja beta. Tienen secuencias repetitivas de residuos. Usualmente tienen función estructural. Se asocian en forma paralela y con frecuencia las cadenas vecinas están entrecruzadas con enlaces covalentes (disulfuro o de otro tipo).[34] Son insolubles en agua y en disoluciones acuosas. Algunos ejemplos de éstas son queratina, colágeno y fibrina.
- Globulares: se caracterizan por doblar sus cadenas en una forma esférica apretada o compacta dejando grupos hidrófobos hacia adentro de la proteína y grupos hidrófilos hacia afuera, lo que hace que sean solubles en disolventes polares como el agua. Presentan elementos diversos de estructura secundaria en una misma cadena polipeptídica (hélices alfa, hojas beta, giros, vueltas, regiones intrínsecamente desordenadas). Las hojas beta comúnmente están enrolladas o envueltas.[34] La mayoría de las enzimas, anticuerpos, algunas hormonas y proteínas de transporte, son ejemplos de proteínas globulares.
- Mixtas: posee una parte fibrilar (comúnmente en el centro de la proteína) y otra parte globular (en los extremos).

### Según su solubilidad:

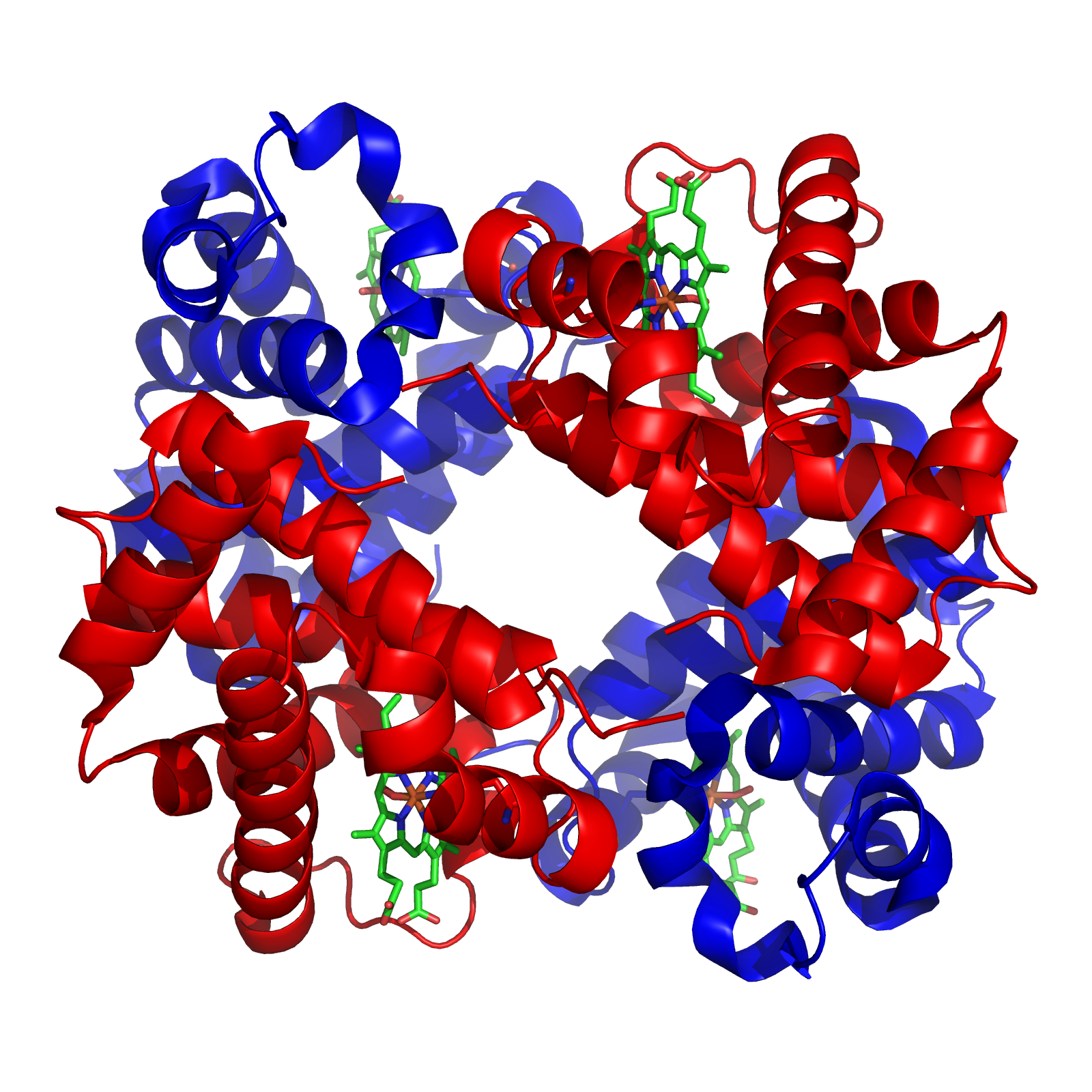
Proteína Globular

### Según su solubilidad:[27]
Proteínas globulares (ver arriba)
Proteínas fibrosas (ver arriba)
Proteínas integrales de membrana (o proteínas transmembranales): presentan secuencias de residuos hidrofóbicos, que usualmente adoptan conformaciones de hélice alfa o hebras beta afines a la parte hidrofóbica de las membranas celulares. Siguen mecanismos de plegamiento distintos a las de las proteínas citoplásmicas.
Proteínas intrínsecamente desordenadas. Tienen una estructura flexible que cambia en función de sus interacciones con el disolvente o con otras moléculas que actúan como ligandos. Usualmente tienen una composición rica en residuos cargados (lisina, arginina, glutamato, aspartato e histidina) y se les encuentra con mayor frecuencia en células eucariontes que en procariontes. Muchas proteínas presentan dominios intrínsecamente desordenados (como p53), pero otras carecen completamente de estructura rígida (por ej., las proteínas ribosomales o del spliceosoma).

### Según su composición química
Las proteínas según su composición química pueden ser clasificadas en:
1. Proteínas simples u holoproteínas: en su hidrólisis solo produce aminoácidos. Ejemplos de estas son la insulina y el colágeno (globulares y fibrosas), albúminas.Proteína simple
2. Proteínas conjugadas o heteroproteína: estas proteínas contienen cadenas polipeptídicas y un grupo prostético. La porción no aminoacídica se denomina grupo prostético, estos pueden ser un ácido nucleico, un lípido, un azúcar o ion inorgánico. Ejemplo de estas son la mioglobina y los citocromo. Las proteínas conjugados o heteroproteínas se clasifican de acuerdo a la naturaleza de su grupo prostético:

- Nucleoproteínas: Su grupo prostético son los ácidos nucleicos.
- Lipoproteínas: Su grupo prostético son los fosfolípidos, colesterol y triglicéridos.
- Metaloproteínas: El grupo prostético está formado por metales.
- Cromoproteínas: Son proteínas conjugadas por un grupo cromóforo  (sustancia coloreada que contiene un metal).
- Glucoproteínas:  El grupo prostético está formado por los carbohidratos.[36]
- Fosfoproteínas: Son proteínas conjugadas con un radical que contiene fosfato, distinto de un ácido nucleico o de un fosfolípido.

### Digestión de proteínas

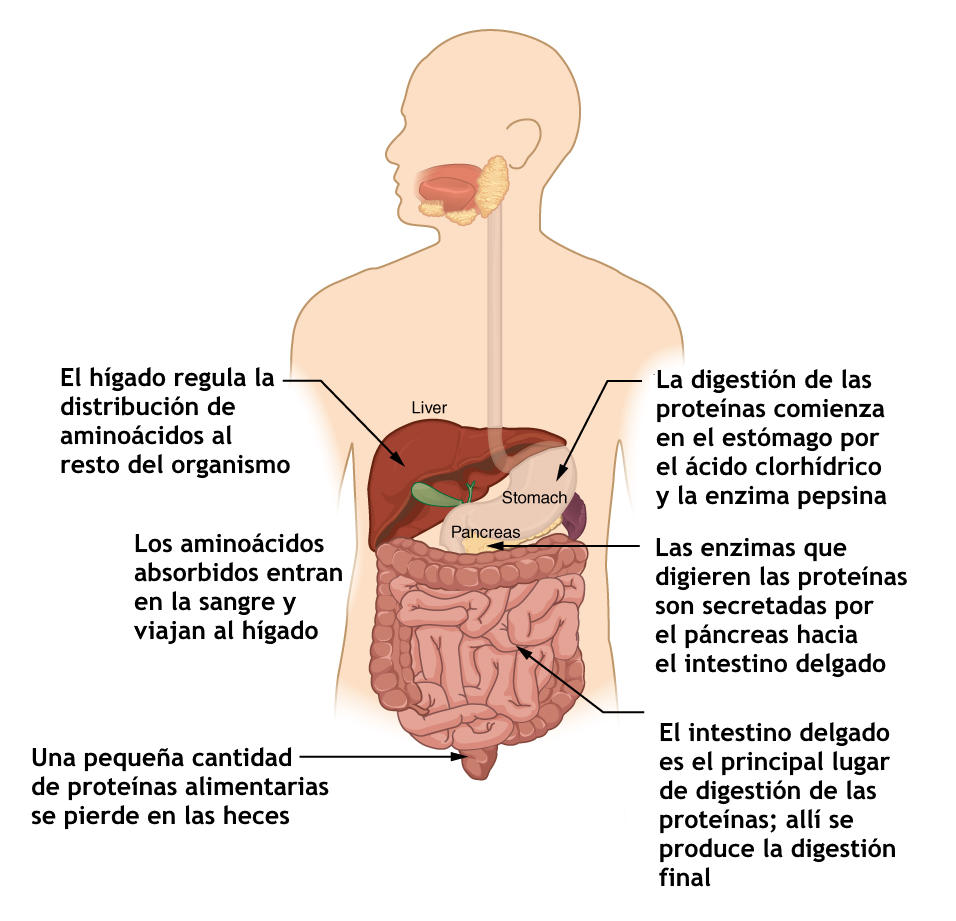
Digestión de las proteínas

### Localización celular

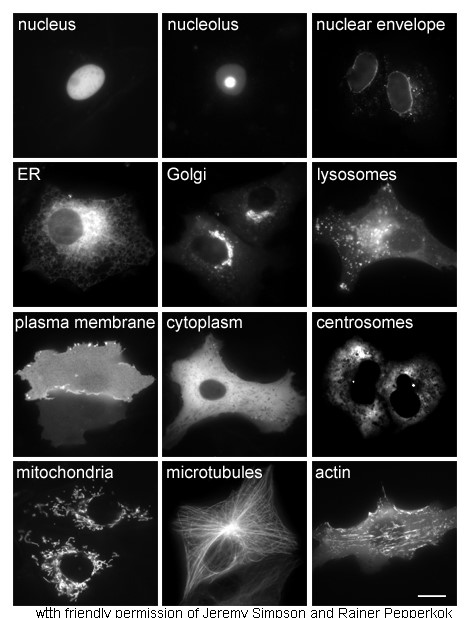
Proteínas localizadas en distintos compartimentos celulares y estructuras etiquetadas con proteína verde fluorescente (que aquí se ve blanca).

## Nutrición